# Colymbetes tschitscherini
Colymbetes tschitscherini is een keversoort uit de familie waterroofkevers (Dytiscidae). De wetenschappelijke naam van de soort is voor het eerst geldig gepubliceerd in 1896 door Jakovlev.